# فندق وكازينو هارد روك أتلانتيك سيتي

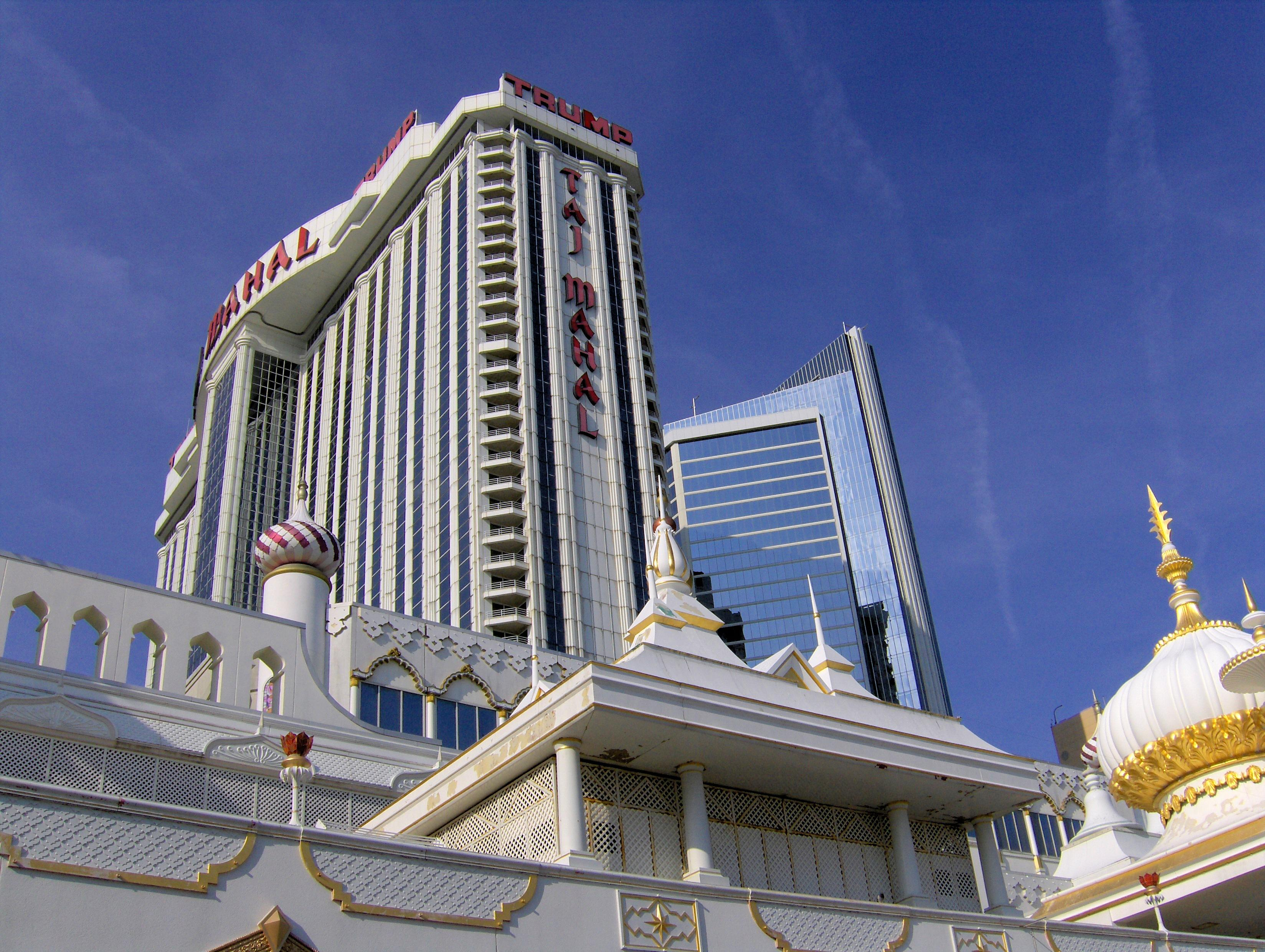
ترامب تا محل بجانب برج شيرمان

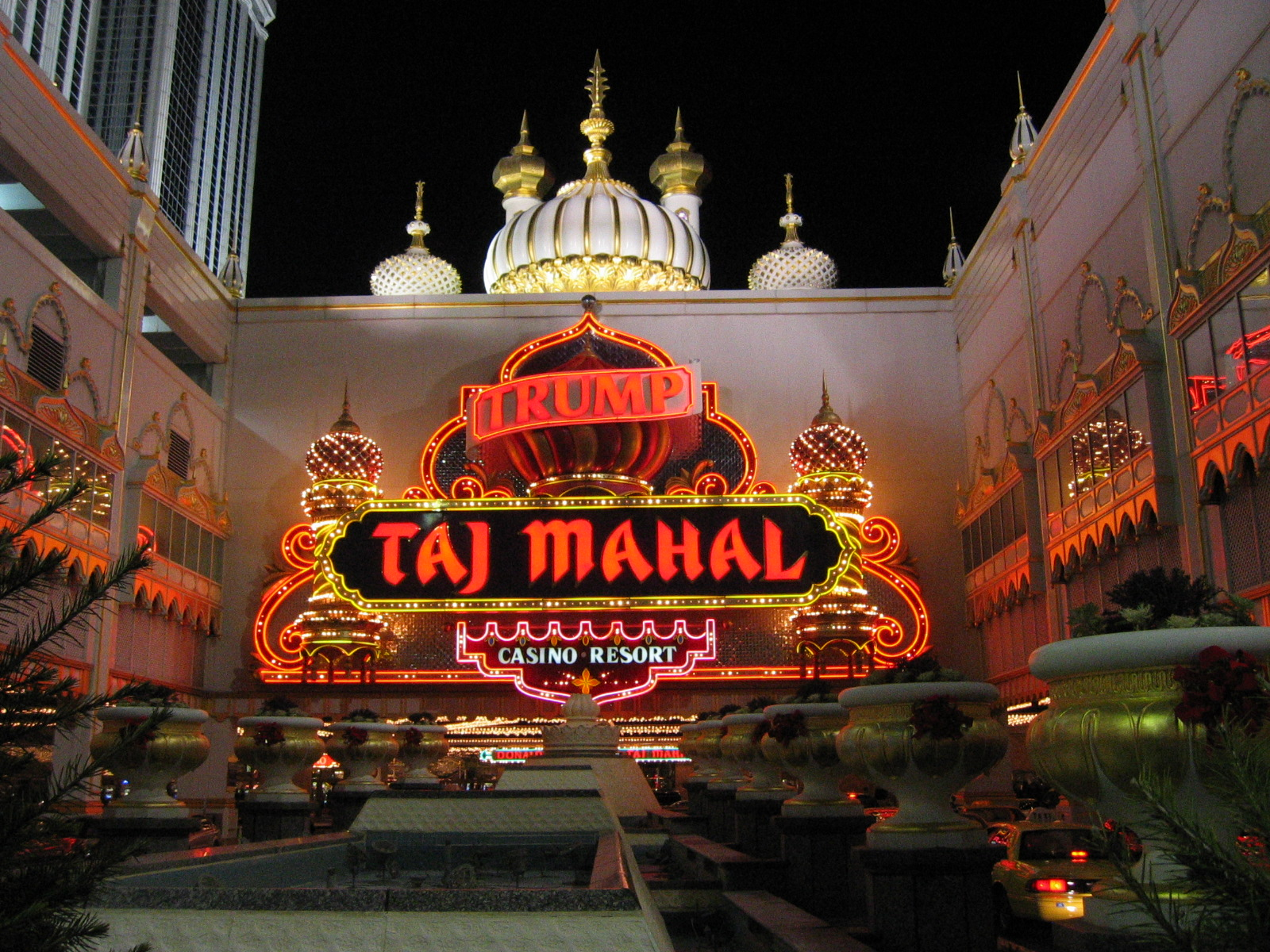
ترامب تاج محل ليلاً

فندق وكازينو هارد روك أتلانتيك سيتي (بالإنجليزية: Hard Rock Hotel & Casino Atlantic City)، سابقًا محل ترامب تاج محل (بالإنجليزية: Trump Taj Mahal)، هي مبنى للعبة القمار، وحجم المبنى صغير مشابه قليلا لتاج محل الهندي الشهير، تقع مقرها في أتلانتيك سيتي بولاية نيوجيرسي الأمريكية، ويبلغ عدد الغرف نحو 2248 غرفة، حيث اشترك في ألعاب القمار نحو 167,321 مشترك، افتتح المبنى بتاريخ 2 أبريل عام 1990م، وتم تجديده عام 2008م.

## وصلة خارجية
- http://www.trumptaj.com/ نسخة محفوظة 5 فبراير 2016 على موقع واي باك مشين.